# Generatore di vortici

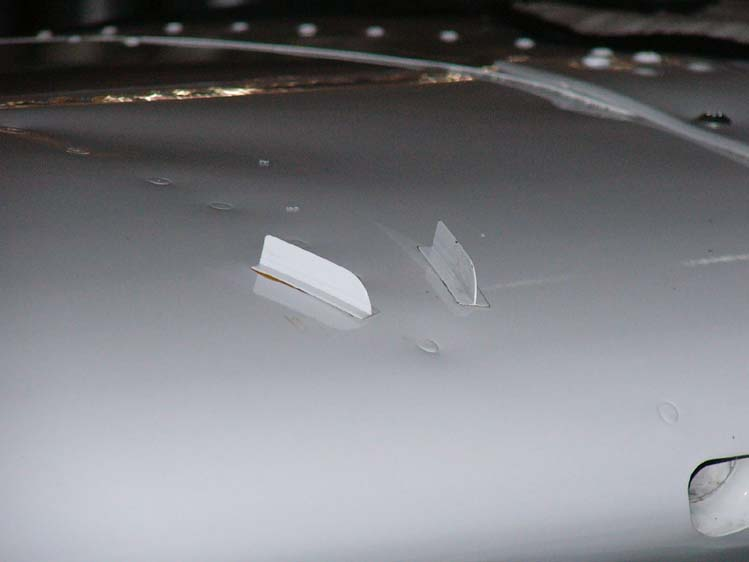
generatore di vortici Micro Dynamics montato sull’ala di un Cessna 182K

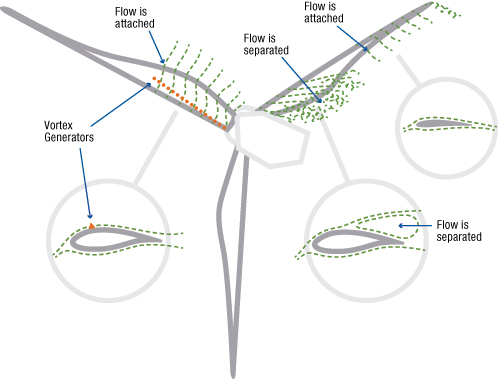
descrizione schematica di come il generatore di vortici aumenta le caratteristiche del flusso aerodinamico.

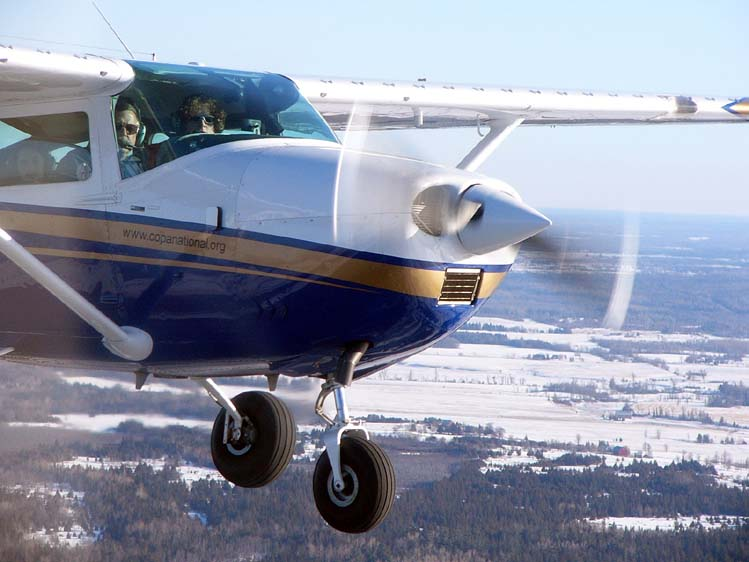
Cessna 182K modello del 1967 in volo con l’installazione post vendita del generatore di vortici sul bordo d’attacco dell’ala

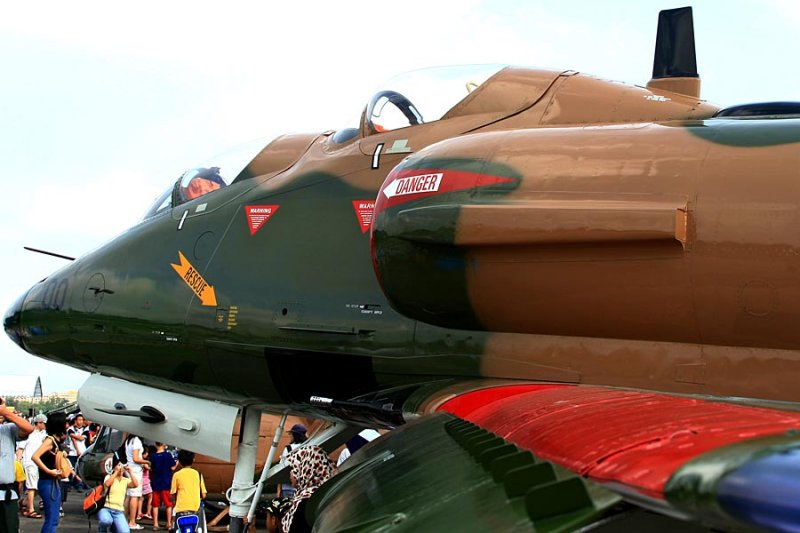
ST Aerospace A-4SU Super Skyhawk con i generatori di vortici sull'ipersostenatore

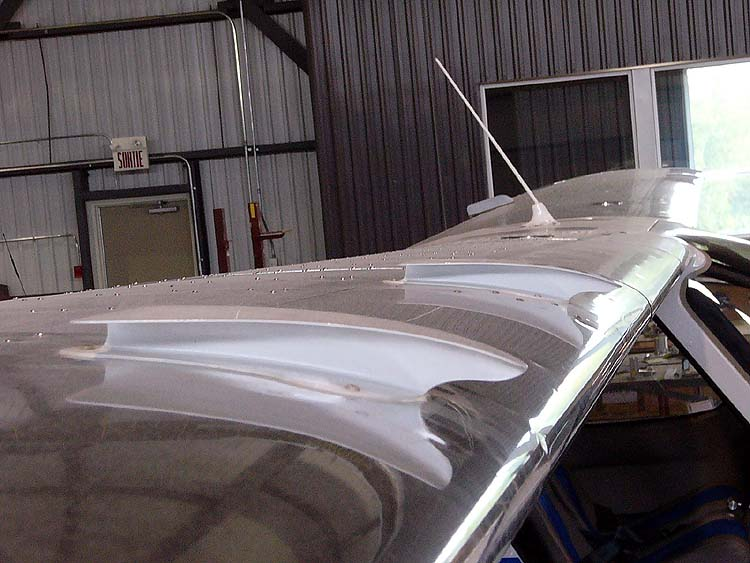
Il Symphony SA-160 progettato con due particolari generatori di vortici sulle ali per assicurare l’efficacia dell’alettone nello stallo

Un Generatore di vortici (VG) o (vortex generator) è un dispositivo aerodinamico, consistente in una piccola sottile lama rigida, dritta o curva montata lungo l'asse della superficie portante di un profilo alare di un'ala aeronautica o di un rotore di una turbina eolica. I VG possono anche essere installati su parti di un veicolo aerodinamico come la fusoliera di un'aerodina o di un autoveicolo. Quando il profilo oppure il corpo è immerso in un flusso il VG crea dei vortici, i quali favoriscono il rimescolamento dello strato limite energizzando il flusso a ridosso del profilo. Ciò ritarda la separazione del flusso dal profilo, diminuendo la velocità di stallo di ali e superfici di controllo degli aeromobili come: flaps, elevators, ailerons, e rudder.

## Metodo operativo
I Generatori di vortici (VG), usati per ritardare la separazione del flusso, sono posizionati sulle superfici esterne dei veicoli e sulle eliche delle turbine eoliche. Su entrambi sono installati, in prossimità dei bordi d’attacco del profilo, per favorire lo scambio di quantità di moto tra la corrente indisturbata e la regione bassa e prossima al distacco dello strato limite. I VG sono tipicamente rettangolari o triangolari e sono posizionati sulla superficie della zona interessata dallo strato limite e lungo le linee prossime alla parte più spessa dell’ala, in posizione obliqua in modo tale di avere un angolo di incidenza rispetto al locale flusso, da creare un vortice che aumenti l'energia dello strato limite a contatto della superficie.
Questo permette al flusso di rimanere adeso alla superficie anche con angoli d'attacco marcati
Velivoli che usano i VG sono ad esempio: Embraer 170 e Symphony SA-160. Per progetti transonici ad ala variabile i VG possono ridurre i potenziali problemi di stallo ( Harrier, Blackburn Buccaneer, Gloster Javelin).

## Installazione post-vendita
Molti velivoli sono dotati di alette per la generazione di vortici già previste in fase di produzione, ma esistono anche fornitori post-vendita che vendono i kit VG per migliorare le prestazioni STOL di alcuni velivoli leggeri.I fornitori dei kit sostengono che i VG riducono la velocità di stallo e le velocità di decollo ed atterraggio, aumentando inoltre l'efficacia di alettoni, elevatori e timoni, migliorando in tal modo la controllabilità e la sicurezza alle basse velocità. Per i velivoli sperimentali o in kit di assemblaggio, i generatori di vortici sono economici, e possono essere installati facilmente; ma per aerei certificati, i costi di certificazione possono essere elevati, rendendo la modifica un processo relativamente costoso.
I kit VG installati post-vendita, hanno principalmente il vantaggio di ottenere benefici a bassa velocità, ma il rovescio della medaglia è che aumentano la resistenza, riducendo leggermente la velocità di crociera ed aumentando i consumi. Nei test eseguiti su un Cessna 182 e un Piper PA-28-235 Cherokee da laboratori indipendenti, è stata verificata una perdita di velocità di crociera da 1,5 a 2,0 kn (2,8-3,7 km/h). Tuttavia, queste perdite sono relativamente piccole, poiché un'ala alle velocità più alte ha un piccolo angolo di attacco e, di conseguenza, una minore resistenza indotta dai VG.
Per gli aeromobili bimotore, i produttori sostengono che i generatori di vortici riducono la Velocità minima di controllo dell'aereo in aria (Vmca) con un motore non operativo, aumentano il valore di MZFW  ed MGTOW, ma migliorano l'efficacia degli alettoni e del timone, fornendo manovre più fluide in turbolenze.

## Riduzione del rumore
Lufthansa sostiene che può essere raggiunta una riduzione del rumore fino a 2 dB, con l'adozione di Generatori di vortice utilizzati sulla parte inferiore dell'ala di velivoli della famiglia Airbus A320 per ridurre il rumore generato, in fase di atterraggio, dal flusso d'aria sulle bocchette di sfiato dei serbatoi di carburante.